# Маляров, Игорь Олегович
И́горь Оле́гович Маляро́в (24 июля 1965, Москва — 19 сентября 2003, там же) — российский общественно-политический деятель, коммунист. Основатель и лидер нового Российского комсомола — 1-й секретарь Российского коммунистического союза молодежи (РКСМ) с 1993 года.

## Биография
Коренной москвич, единственный сын в семье научных работников, впоследствии докторов наук.
Окончил экономический факультет Московского государственного университета (МГУ) в 1987 году. С 1987 по 1988 год аспирант экономического факультета МГУ, с 1988 по 1990 год работал младшим научным сотрудником кафедры политэкономии Института стран Азии и Африки. С января 1990 года младший научный сотрудник экономического факультета МГУ.
Общественной деятельностью начал заниматься летом 1989 года. В ноябре 1989 года стал одним из организаторов Союза молодых коммунистов (СМК), считавшегося молодёжной организацией одновременно Объединённого фронта трудящихся (ОФТ) и общества «Единство». В 1989 был избран членом Координационного Совета ОФТ СССР (фактически прекратившего своё существование в конце 1990 — начале 1991 года). С сентября 1989 года по 1991 год был также членом Координационного Совета ОФТ РСФСР, а с весны 1990 года участвовал в созданном на основе ОФТ Движении коммунистической инициативы (ДКИ), в конце 1991 переросшего в Российскую коммунистическую рабочую партию (РКРП). Кроме того, со второй половины 1990 года до 1991 года входил в Марксистскую платформу (МП) в КПСС.
Участвовал в агитационной кампании за коммунистических кандидатов в период выборов на Съезд народных депутатов РСФСР в 1990 году. Во время избирательной кампании по выборам Президента России в 1991 году был доверенным лицом Николая Рыжкова (первоначально был также в списке доверенных лиц Альберта Макашова).
В октябре 1990 года выступил одним из инициаторов создания на базе Союза молодых коммунистов более широкого Молодёжного движения «Коммунистическая инициатива (МДКИ)». В октябре 1990 года прошла московская городская учредительная конференция МДКИ, на которой он был избран Секретарём Московского комитета МДКИ, и конференция представителей близких по направленности организаций нескольких российских городов в Нижнем Новгороде.
15-16 декабря 1990 в Москве состоялся общероссийский Учредительный съезд, на котором было создано вижение молодёжи «Коммунистическая инициатива» (ДМКИ). Маляров был избран членом Оргбюро Движения. В ходе дискуссии о том, будет ли ДМКИ самостоятельным движением или «функциональной организацией» комсомола, большинство голосов было отдано за первое предложение. Маляров и большинство членов СМК выступали за второе. По окончании официальной части меньшинство (около 25 человек), голосовавшее за создание функциональной организации в составе комсомола, собралось с тем, чтобы всё-таки её создать как часть движения. Маляров стал сопредседателем её Политсовета.
Вступил в КПСС летом 1991 года. Получил партийный билет 15 августа (в этот же день вышел из КПСС Александр Яковлев). Во время событий 19-21 августа 1991 г. оказался одним из немногих деятелей коммунистического движения, успевших высказаться в поддержку ГКЧП.
Вместе с Павлом Былевским 28 августа 1991 пытался надавить на тогдашнего первого секретаря ЦК КП РСФСР Валентина Купцова, требуя вывести на улицы танки и силой оружия подавить приход «ельцинского режима».
В сентябре 1991 года был избран одним из двух делегатов XXII съезда ВЛКСМ от функциональной организации ДМКИ в составе комсомола. После принятия съездом решения о роспуске комсомольской организации делегаты от ДМКИ собрали группу участников съезда, не согласившихся с этим решением, и создали Оргкомитет по восстановлению всесоюзной комсомольской организации.
Был членом Координационного Совета Движения «Трудовая Москва» с момента его основания (ДМКИ выступило как один из учредителей «Трудовой Москвы»). На Учредительном съезде Движения «Трудовая Россия» 25 октября 1992 был избран членом его всероссийского Координационного Совета и членом исполкома. С июня 1991 также член Всероссийского патриотического движения «Отчизна».
С сентября 1991 года участвовал в общественной кампании по защите музея Ленина, а также в начатой Движением «Трудовая Россия» в конце апреля 1992 года кампании по отзыву Ельцина с поста президента. Принимал участие практически во всех митингах, организуемых Движением «Трудовая Россия», часто в качестве ведущего и всегда в качестве одного из ораторов. 28 июня 1992 на очередном митинге у музея Ленина вместе с Борисом Гунько критиковал КС «Трудовой Москвы» и лично Виктора Анпилова за легкомысленное отношение к сотрудничеству с националистами.
25 января 1992 прошла восстановительная конференция Московской городской комсомольской организации, на которой Маляров был избран секретарём Московского городского комитета (МГК) комсомола. 18-19 апреля 1992 состоялся восстановительный XXIII съезд всесоюзной комсомольской организации, на котором он стал членом ЦК нового комсомола. По предложению Малярова первым секретарём ЦК ВЛКСМ был избран Андрей Езерский.
На XX Всесоюзной конференции КПСС, проведённой в октябре 1992 года по инициативе созданного рядом членов ЦК запрещенной властями КПСС оргкомитета во главе с Алексеем Пригариным и Константином Николаевым, Маляров был избран членом оргкомитета XXIX съезда КПСС.
С середины 1992 года отношения между Маляровым и Езерским резко ухудшились. В конце 1992 года Маляров выступил с инициативой восстановления в составе ВЛКСМ Российского комсомола. Руководство ВЛКСМ выступило против этой идеи, опираясь на решения съезда об унитарном строении комсомола, которое на съезде Маляров активно поддерживал. Вопреки решению руководства, Маляров как член ЦК ВЛКСМ и первый секретарь его Московской организации обратился к региональным организациям ВЛКСМ на территории России с призывом о проведении учредительной конференции Российского коммунистического союза молодёжи (РКСМ). На конференции 23 января 1993 в Санкт-Петербурге Маляров был избран первым секретарём РКСМ, а 4 апреля 1993 — 1-м секретарём Коммунистического союза молодёжи Москвы (оставался им до весны 1994). Как отмечала Дарья Митина, под его руководством «возрожденный Российский комсомол прошел путь от узкой группы единомышленников, собиравшихся в питерских рабочих общежитиях, до крупнейшей левой молодежной политической организации России».
В апреле 1993 года по инициативе Малярова в Минске был проведён «XXIV съезд всесоюзной комсомольской организации», на котором Российский, Украинский и Белорусский комсомолы фактически создали параллельный межреспубликанский ВЛКСМ на принципах федерализма. Маляров вошёл в руководство новой комсомольской организации, председателем исполкома которой был избран студент Московского юридического института Николай Дронов. В сформированные в марте 1993 года на XXIX съезде КПСС руководящие органы Союза Коммунистических партий — Коммунистической партии Советского Союза (СКП-КПСС) не вошёл (в Совете СКП-КПСС представлена всесоюзная комсомольская организация Андрея Езерского).
Активно участвовал в беспорядках 1 мая 1993 года и получил травму. Летом 1993 г. оказался фигурантом гражданского иска о защите чести и достоинства: выступая по телевидению, Маляров назвал мэра Москвы Ю. Лужкова «откровенным мафиози». Был приговорён к взысканию 15 тыс. рублей. Участвовал в сентябрьско-октябрьских беспорядках 1993 года в Москве и после штурма Белого дома скрывался в Белоруссии, так как был объявлен в розыск.
По мнению П. Г. Былевского, октябрь 1993 года стал «пиком Малярова в плане революционной биографии».
В апреле 1994 был одним из инициаторов создания профсоюза «Студенческая защита», но никаких постов в нём не занял.
В 1993-95 был членом Российской коммунистической рабочей партии (РКРП), но в начале 1995 года перешёл из РКРП в Коммунистическую партию Российской Федерации (КПРФ), что вызвало серьёзный кризис в РКСМ.
С июля 1994 по декабрь 1995 — помощник депутата Государственной Думы РФ Леонида Петровского.
На парламентских выборах в 1995 году получил в списке КПРФ 6-е, последнее, место по Западно-Сибирской группе и в Думу избран не был.
В 1995 организовал чистку РКСМ от радикальных элементов, ориентированных на РКРП (Павел Былевский и др.). Подвергался обвинениям со стороны радикалов в том, что проводит политику подчинения комсомола КПРФ. На президентских выборах 1996 был доверенным лицом Г. Зюганова, которого впоследствии критиковал.
На учредительном съезде движения «Народно-Патриотический союз России» (НПСР) 7 августа 1996 избран членом Координационого Совета НПСР. В марте 1997 года был избран сопредседателем Народно-патриотического союза молодёжи (НПСМ).
На IV съезде КПРФ 19-20 апреля 1996 не был избран в число кандидатов в члены ЦК КПРФ. Вскоре после съезда выступил с заявлениями, в которых подчёркивал независимость РКСМ от КПРФ.
В сентябре 1999 года был включён в общефедеральный список избирательного блока «Сталинский блок — За СССР» (4 в Центральной части списка) для участия в выборах в Государственную Думу РФ третьего созыва.
20 июня 2002 г. Андрей Брежнев объявил о создании новой партии, впоследствии названной «Новой коммунистической партией». Маляров вошёл в состав её оргкомитета. На учредительном съезде Новой коммунистической партии в том же месяце избран председателем ЦК НКП (председателем партии стал А. Ю. Брежнев). В руководство партии вошли Дарья Митина, Алексей Покатаев и другие лидеры РКСМ, а также главный редактор журнала «Коммунист» и лидер карликовой Коммунистической партии — Левая Россия (КПЛР) Владимир Бурдюгов.
С начала 2003 года работал выпускающим редактором народного информационного агентства «Товарищ».
Осенью 2003 — заместитель главного редактора интернет-агентства «Товарищ», созданного Сергеем Глазьевым для раскрутки собственного избирательного блока.
Жена — Наталья Федоткина. У супругов родилось трое детей, младшей на момент смерти отца было 1,5 года.
Игорь Маляров скончался от острого панкреатита в возрасте 38 лет. Умер в НИИ скорой помощи им. Склифосовского.
Своим другом его называл Андрей Бабицкий.
Кремирован. Урна с прахом захоронена в родственной могиле  на 19 участке Ваганьковского кладбища.